# Naofumi Yamamoto
Naofumi Yamamoto (Japans: 山本 尚史, Yamamoto Naofumi) (Gifu, 1 augustus 1977) is een Japans professioneel worstelaar die werkzaam was bij WWE als Yoshi Tatsu.

## Loopbaan
Yamamoto trainde voor zijn professioneel worstelcarrière in de New Japan Pro Wrestling Dojo voordat hij op 12 oktober 2002 zijn professioneel worsteldebuut maakte. Yamamoto bleef daar worstelen tot eind 2007.
Eind 2007 ondertekende Yamamoto een contract met World Wrestling Entertainment (WWE) en dat betekende dat hij naar de Verenigde Staten verhuisde. Yamamoto werd door de WWE naar Florida Championship Wrestling (FCW), een WWE-opleidingscentrum, verwezen met de ringnaam Mr. Yamamoto, later kortweg als Yamamoto. Al snel vormde hij een team met Sheamus O'Shaunessy, onder de naam "the Movers and the Shakers". Later veranderde hij zijn ringnaam in Yoshitatsu, dat later werd gesplitst in Yoshi Tatsu.
Op 30 juni 2009 vergezelde Yamamoto de ECW-brand met de ringnaam Yoshi Tatsu. Tatsu won zijn eerste ECW-match van Shelton Benjamin. Nadat de ECW-brand werd opgeborgen, maakte Tatsu op 22 februari 2010 zijn debuut op de Raw-brand waar hij een team vormde met Evan Bourne en Kofi Kingston om The Legacy (Randy Orton, Ted DiBiase en Cody Rhodes) te verslaan.
Op de Royal Rumble (2010), nam Tatsu deel aan zijn eerste WWE-pay-per-viewevenementvan de Royal Rumble match, hij werd door John Cena geëlimineerd. Na een maandenlange afwezigheid keerde Tatsu terug tijdens de WWE Superstars aflevering op 11 november 2010 en versloeg Zack Ryder.
In maart 2011 werd Tatsu aangekondigd als een 'WWE Pro' voor het vijfde seizoen (NXT Redemption) van WWE NXT als de mentor van 'WWE Rookie' Byron Saxton. Op 31 mei 2011 werd Tatsu's rookie Saxton geëlimineerd door de 'NXT Poll'. Na Saxtons eliminatie begon Tastu een feud met 'NXT Pro' Tyson Kidd.
Op 26 april 2011 werd Tatsu door de Supplemental Draft naar de SmackDown-brand gestuurd.
op 12 juni 2014 maakte WWE bekend dat het diverse werknemers ontslagen heeft, hieronder viel ook Yamamoto

## In worstelen
- Finishers
  - Roundhouse kick – WWE
- Signature moves
  - Back kick
  - Diving spinning heel kick
  - Octopus hold
  - Roaring Elbow
  - Shoot kick
- Bijnamen
  - "The Cardiac Kid"
  - "The Rising Sun"
- Entree theme
  - "J-Pop Drop" van Tom Haines en Christopher Branch (WWE; 2009 - heden)